# 798
Évszázadok: 7. század – 8. század – 9. század
Évtizedek: 740-es évek – 750-es évek – 760-as évek – 770-es évek – 780-as évek – 790-es évek – 800-as évek – 810-es évek – 820-as évek – 830-as évek – 840-es évek
Évek: 793 – 794 – 795 – 796 –  797 – 798 – 799 – 800 – 801 – 802 – 803

## Események

### Európa
- Eiréné bizánci császárné éves adófizetéssel négy évre szóló fegyverszünetet vásárol Hárún ar-Rásíd kalifától.
- Nagy Károly frank király szláv obodrita vazallusainak segítségével leveri a nordalbingiai szászok felkelését. A király túszokat szed a későbbi lázadás megelőzésére, 10 ezer szász családot áttelepít a birodalom más vidékeire, földjeiket pedig az obodritáknak adja.
- Nagy Károly kérésére III. Leó pápa érsekségi rangra emeli a Salzburgi püspökséget.
- Nagy Károly Orléans püspökévé nevezi ki a költeményeiről ismert udvari papját, Theodulfot.
- Coenwulf merciai király a kiújuló határvidéki ellenségeskedést követően betör Walesbe. A harcokban elesik Caradog ap Meirion, Gwynedd királya; helyét Cynan Dindaethwy foglalja el.
- III. Leó pápa Coenwulf kérésére kiközösíti Eadberht kenti királyt, mert korábban pappá szentelték (Eadberht két évvel korábban került a trónra, amikor Offa halálát követően Mercia elvesztette befolyását Kent fölött). Coenwulf elfoglalja Kentet, amelynek trónjára öccsét, Cuthredet ülteti. Eadberhtet foglyul ejti és magával hurcolja, majd később megvakíttatja és levágatja kezeit.
- Eardwulf northumbriai király legyőzi ellenlábasát, Wadát, aki Merciába menekül. Wada egyike volt azoknak, akik meggyilkolták I. Æthelredet.
- I. Sigeric essexi király lemond a trónról fia, Sigered javára, majd Rómába zarándokol.
- II. Alfonz asztúriai király betör a Córdobai Emirátus területére és kifosztja Lisszabont.
- Az iszlámra áttért baszk Bahlul ibn Marzuk fellázad I. al-Hakam córdobai emír ellen és elfoglalja Zaragozát.

### Korea
- Meghal Vonszong, Silla királya. Utóda unokája, Szoszong.

## Születések
- Abdalláh ibn Táhir, perzsa hadvezér és államférfi, a Táhiridák tagja
- I. Ignatiosz, konstantinápolyi pátriárka

## Halálozások
- Abu Júszuf al-Anszári, arab jogtudós, Hárún ar-Rásíd főbírája
- Caradog ap Meirion, gwyneddi király
- Vonszong, sillai király

## Fordítás
- Ez a szócikk részben vagy egészben  a(z)   798 című angol Wikipédia-szócikk ezen változatának fordításán alapul.  Az eredeti cikk szerkesztőit annak laptörténete sorolja fel. Ez a jelzés csupán a megfogalmazás eredetét és a szerzői jogokat jelzi, nem szolgál a cikkben szereplő információk forrásmegjelöléseként.